# NGC 5962
NGC 5962 is een spiraalvormig sterrenstelsel in het sterrenbeeld Slang. Het hemelobject werd op 21 maart 1784 ontdekt door de Duits-Britse astronoom William Herschel.

## Synoniemen
- UGC 9926
- MCG 3-40-11
- ZWG 107.12
- IRAS 15342+1646
- PGC 55588